# 佛罗乌鸦
佛罗乌鸦（学名：Corvus florensis），是鸦科鸦属的一种，为印度尼西亚的特有种。全球活动范围约为9,100平方千米。该物种的保护状况被评为濒危。
佛罗乌鸦的栖息地为亚热带或热带的湿润低地林。